# 含油軸受
含油軸受（がんゆじくうけ,Oil-impregnated Bearing）は焼結金属、成長鋳鉄、合成樹脂等の多孔質（空孔のある）材料に潤滑油を含浸して、つくられた軸受のことである。すべり軸受の一種。
潤滑油は、運転時の温度上昇で、膨張することによって、軸受すきまに供給され、潤滑作用をはたす。温度低下時は潤滑油は再び軸受内部へ戻るため、長期的な使用が可能となる。

## 特長
- 低コスト、低騒音、放熱性が良く振動も少ない

## 用途
- 小型モータなど